# Distrito federal del Sur
Desde el 19 de enero de 2010 varios sujetos federales del distrito federal del Sur forman parte del distrito federal del Cáucaso Norte.
El Distrito federal del Sur (en ruso: Южный федеральный округ) es uno de los ocho distritos de la Federación Rusa, formado por los siguientes seis sujetos (entidades subnacionales): las repúblicas de Adigueya y Kalmukia, los óblast de Astracán, Volgogrado y Rostov, y el Krai de Krasnodar. En 2014, fue ampliado tras la anexión, por parte de Rusia, de Crimea y Sebastopol, y en 2022, con cuatro regiones de Ucrania que la mayoría de la comunidad internacional no considera válida según lo expuesto en la resolución 68/262 de la Asamblea General de las Naciones Unidas.
Hasta el 21 de junio de 2000 se denominaba Distrito federal del Cáucaso Norte. Desde el 14 de mayo de 2008 su representante plenipotenciario del Presidente de la Federación de Rusia es Vladímir Ustínov. El 19 de enero de 2010 por decreto del Presidente de Rusia Dmitri Medvédev varios sujetos federales que anteriormente formaban parte del Distrito federal del Sur fueron separados para formar el Distrito federal del Cáucaso Norte.
Limita al norte con los distritos Central y Volga, al noreste con Kazajistán, al sureste con el mar Caspio, al sur con el distrito federal del Cáucaso Norte y Georgia, al suroeste con el mar Negro, y al oeste con el mar de Azov y Ucrania. 
Su capital es Rostov del Don. Con 416 840 km² es el segundo distrito menos extenso del país —por delante del distrito del Cáucaso Norte— y con 33,4 hab/km², el tercero más densamente poblado, por detrás de los distritos Central y Cáucaso Norte.

## Composición del distrito federal del Sur
| Southern Federal District | Southern Federal District | Southern Federal District | Southern Federal District | Southern Federal District | Southern Federal District |
| #                         | Bandera                   | Sujeto federal            | Área en km²               | Población                 | Capital                   |
| ------------------------- | ------------------------- | ------------------------- | ------------------------- | ------------------------- | ------------------------- |
| 1                         |                           | República de Adigueya     | 7800                      | 447 109                   | Maikop                    |
| 2                         |                           | Óblast de Astracán        | 49 000                    | 1 005 276                 | Astracán                  |
| 3                         |                           | Óblast de Volgogrado      | 112 900                   | 2 699 223                 | Volgogrado                |
| 4                         |                           | República de Kalmukia     | 74 700                    | 292 410                   | Elistá                    |
| 5                         |                           | Krai de Krasnodar         | 75 500                    | 5 125 221                 | Krasnodar                 |
| 6                         |                           | República de Crimea       | 26 100                    | 1 966 801                 | Simferópol                |
| 7                         |                           | Óblast de Rostov          | 101 000                   | 4 404 013                 | Rostov del Don            |
| 8                         |                           | Sebastopol                | 900                       | 379 200                   | Sebastopol                |

### Formaban parte del Distrito federal del Sur hasta el 19 de enero de 2010
- República de Chechenia
- República de Daguestán
- República de Ingusetia
- República de Kabardia-Balkaria

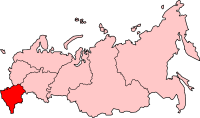
Distrito federal del Sur hasta el 19 de enero de 2010.

- República de Karacháyevo-Cherkesia
- República de Osetia del Norte-Alania
- Krai de Stávropol